# 洛克线
洛克线（英語：Rock Line）是美籍奥地利裔探险家约瑟夫·洛克于1924年至1928年间，四次从丽江出发，在木里土司的帮助下经过永宁、泸沽湖、木里大寺、水洛镇探访贡嘎岭地区（稻城亚丁）的徒步路线，并写成题为《贡嘎日松贡布——亡命徒的圣山》发表于1931年7月号的《国家地理》杂志。1933年，英国作家詹姆斯·希尔顿以洛克的文章和照片为素材，创作小说《消失的地平线》，提出了“香格里拉”一词。1990年代末洛克的探险路径被在中国旅游的外籍徒步爱好者重新发掘，并于2008年后逐渐开始流行。
从木里县水洛镇至稻城亚丁路段全长约70公里，因其自然风光多变，涵盖森林、河流、雪山、高山湖等景观，因此被称为洛克此次穿越中“最经典”的一段线路，被徒步圈列为“中国十大经典徒步路线之一”。

## 开发
二十世纪初，大小凉山地区长期处于极端封闭状态，由少数民族地方土司实行割据统治，连中央政权派遣的官吏与军队尚难深入，更遑论西方人进入其中。
1922年，约瑟夫·洛克受美国农业部委托，前往云南寻找具有抗病毒能力的栗子树种，驻扎丽江。在此过程中，他听说横断山脉深处有一个名为香巴拉木里的喇嘛王国，该地风景优美，传说中还盛产黄金。洛克随后以“美国农林部专员骆约瑟”的身份致信木里土司，表示希望前往考察并采集标本，但因“山高路远、土匪出没”为由被拒绝。1924年初，洛克决定自行组织队伍前往木里。翻越金沙江峡谷并途经永宁时，他得知原土司已病故，新任土司项扎巴松典对外来访客持欢迎态度。抵达木里后，洛克在木里大寺受到项扎巴松典的热情接待。洛克一行在木里停留三天后返回丽江，随后撰写游记《中国黄教喇嘛木里王国》，并于1925年4月发表在《国家地理》杂志。
1928年3月底，约瑟夫·洛克再次进入木里。他向木里王赠送了一本刊登有其照片的《国家地理》杂志，木里王对此感到非常高兴。洛克同时提出，希望前往贡嘎岭地区（三怙主雪山）考察，并请求木里王提供协助。由于木里王与当地匪首扎西宗本关系良好，便写信给扎西宗本，请其予以配合并不得为难。6月13日，洛克一行离开木里，经嘎如寺、水洛河，越过密珠嘎后抵达夏诺多吉山脚。6月26日，在一场暴雨过后的清晨，洛克终于得以远眺三怙主神山的全景。
1928年8月，约瑟夫·洛克再次前往木里，计划继续寻访三怙主神山。但因正值雨季，未能看见雪山全貌。同年年底，洛克准备第三次前往贡嘎岭时，收到木里王来信称，此前洛克进入后贡嘎岭后，当地突遭冰雹袭击，导致青稞大面积受灾。匪首扎西宗本认为这是因洛克触怒神明所致，扬言要将其杀害，洛克因此被迫中止行程。
1929年4月，洛克再次带队进入木里。在木里王的帮助下，洛克从亚丁开始向东北方向，越过雅砻江进入康定境内，对贡嘎山进行了拍照和测高。
1931年7月，洛克根据其探访经历在《国家地理》杂志发表《贡嘎日松贡布——亡命徒的圣山》，受到轰动。
20世纪90年代起，逐渐有徒步爱好者前来探寻约瑟夫·洛克曾途经的路，“洛克线”由此而生。
在1990年代末、2000年代初的“香格里拉之争”中，2001年，云南原中甸县以亞歷山德拉·大衛-尼爾和约瑟夫·洛克在云南藏区的经历为支撑将县名改为香格里拉县；而稻城亚丁以洛克的数次亚丁探访及在《国家地理》的文章证明其与“香格里拉”的联系，并于2002年1月将亚丁所在的日瓦乡改名为香格里拉镇；5月，川、滇、藏三省区在拉萨举行会议，提出“中国香格里拉生态旅游区”的新概念。
洛克曾将4本发表了其文章的《国家地理》杂志赠送给亚丁冲古寺的活佛和刻经喇嘛嘉措，并在扉面上签名。然而其中三本在20世纪40年代的一场大火被毁，仅剩下的一本由嘉措保管，并于2002年由嘉措弟子热嘎捐献给稻城县。

## 路径

### 经典路线
经典的洛克穿越路线从木里县水洛河畔的水洛镇呷洛村出发，沿水洛河支流白水河向西逆流而上，依次经过菩萨洞、满错牛场、藏别牛场。随后从夏诺多吉东坡绕行至南坡，翻越海拔4700米的扎巴拉垭口进入稻城县。

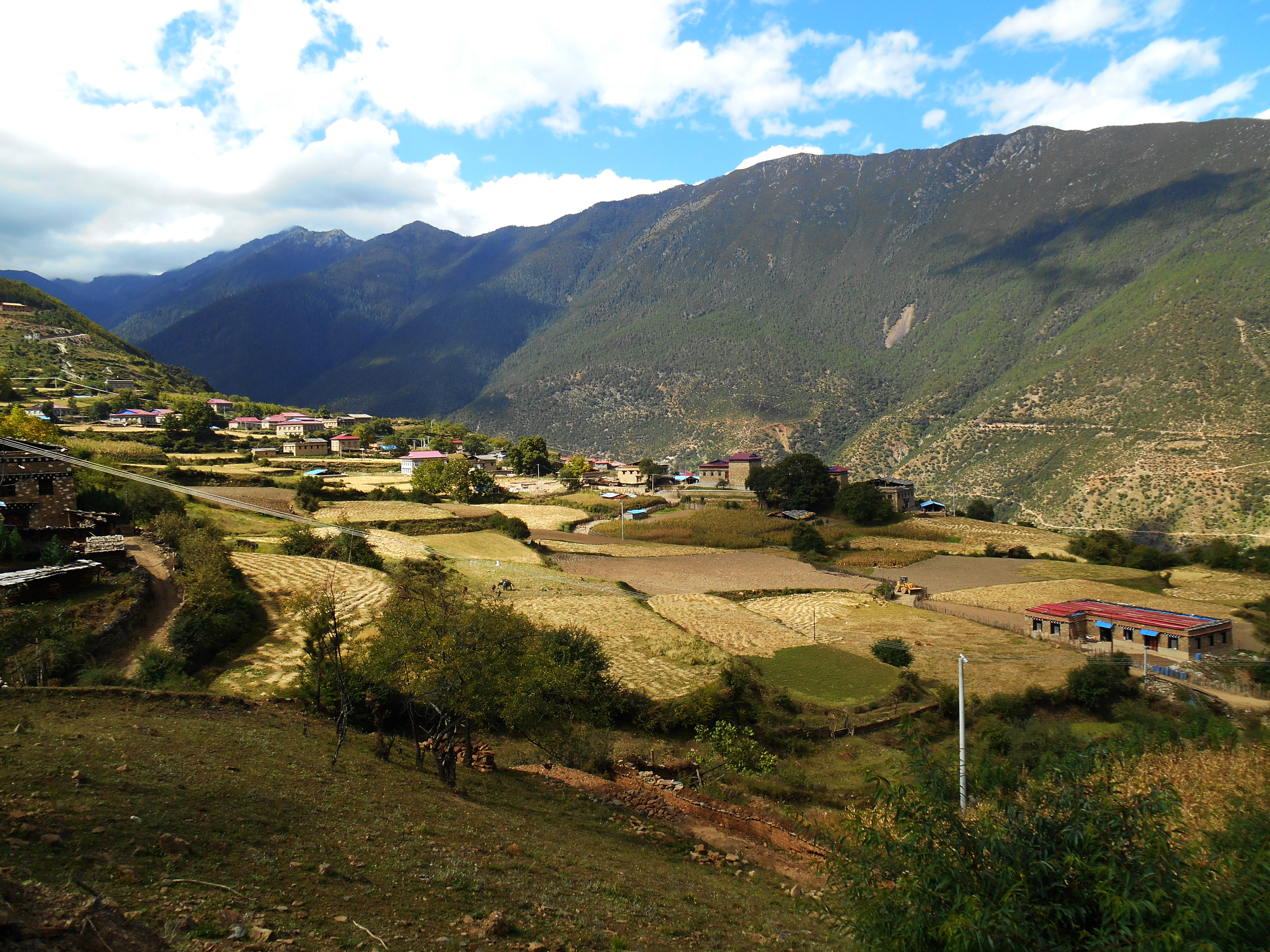
呷洛村
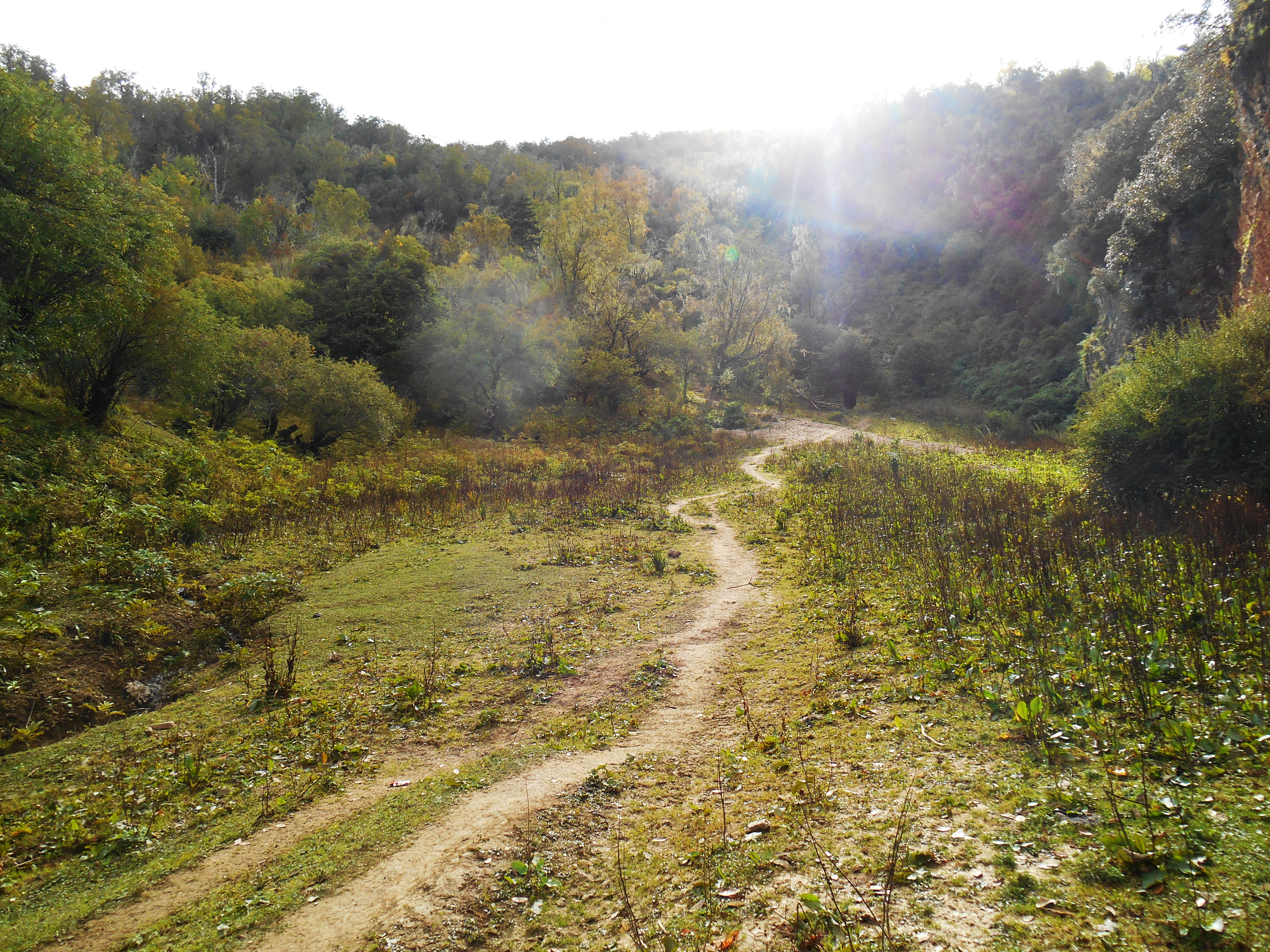
呷洛村附近
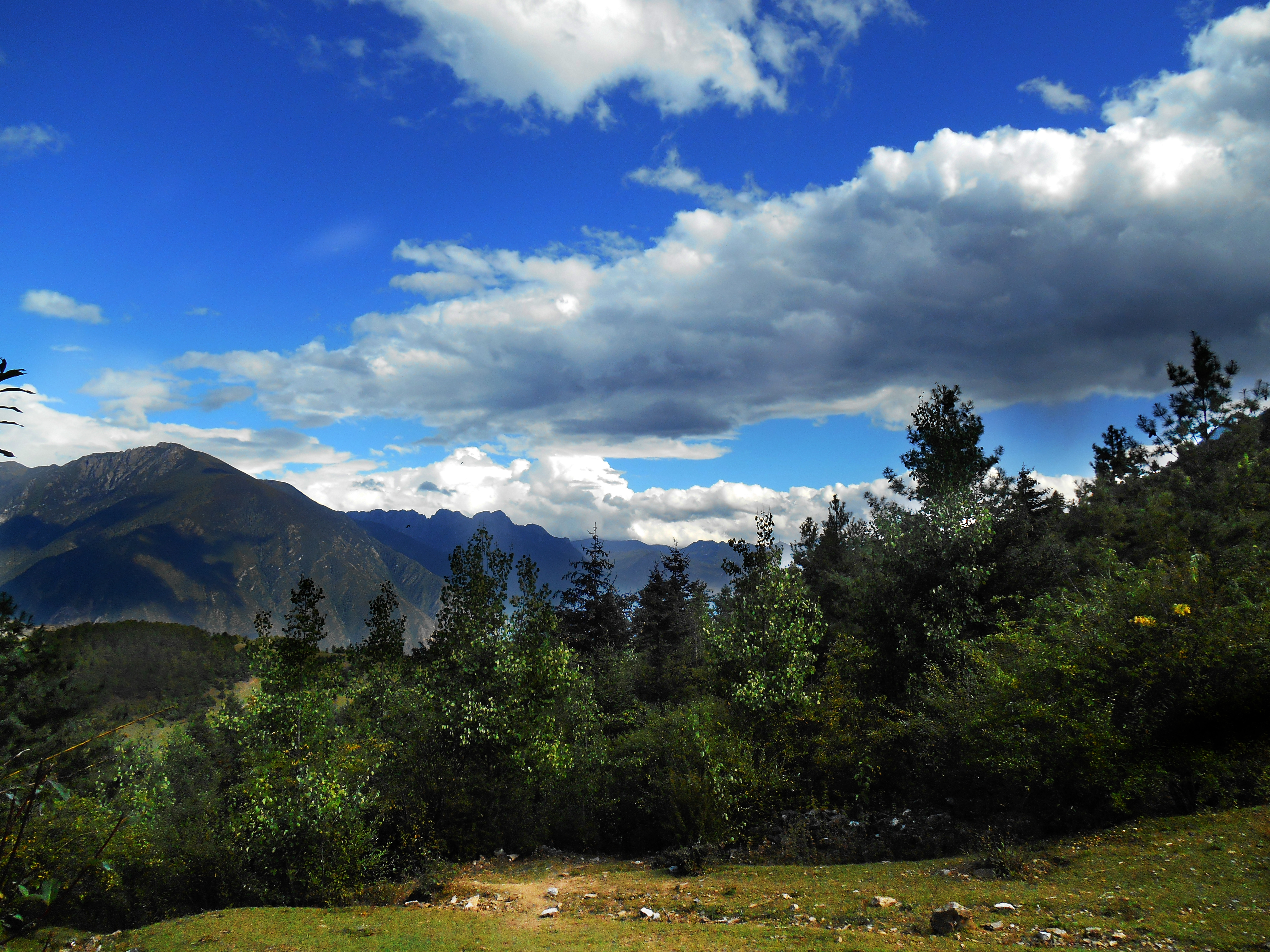
白水河谷森林
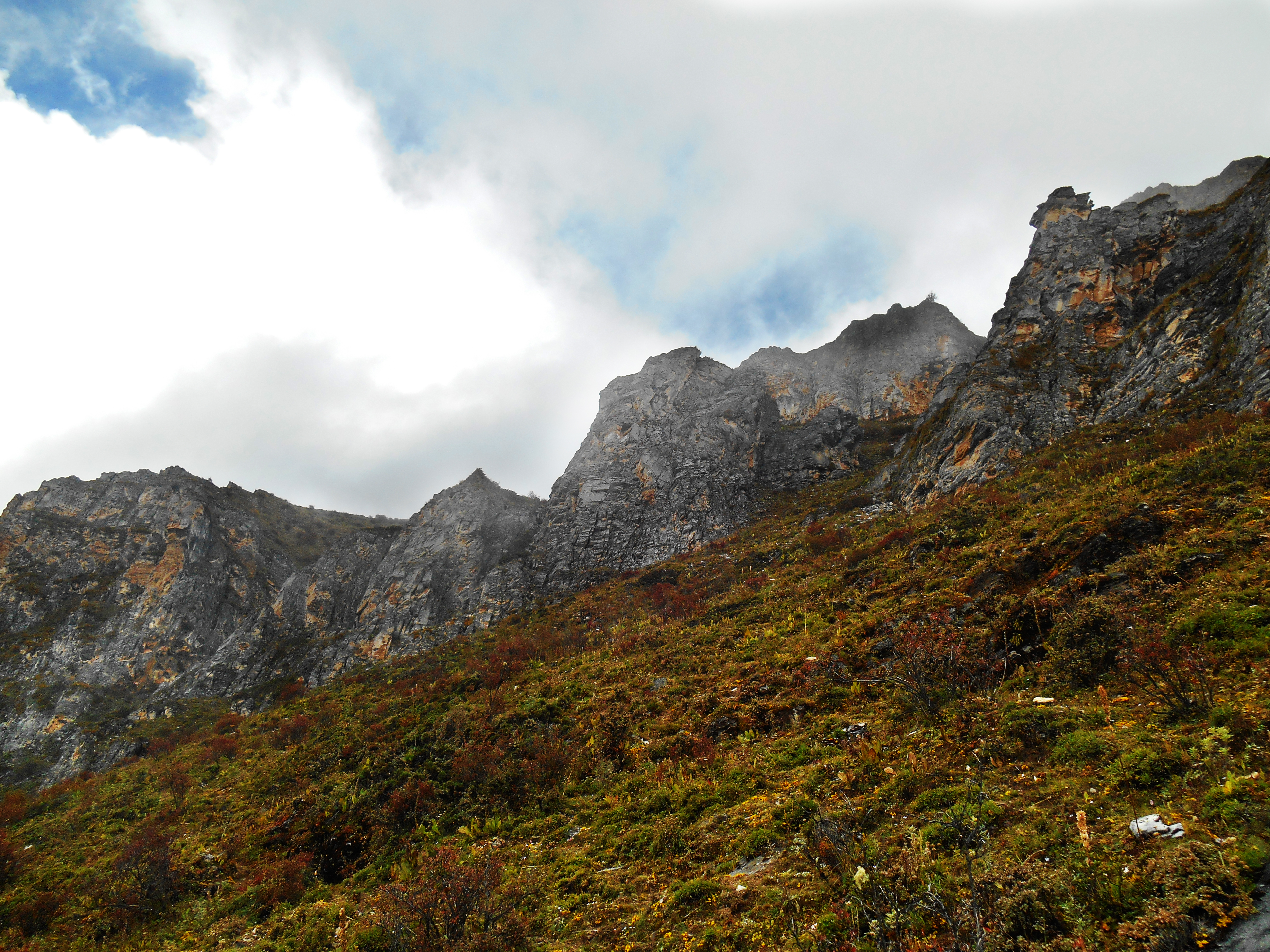
白水河谷灌木丛
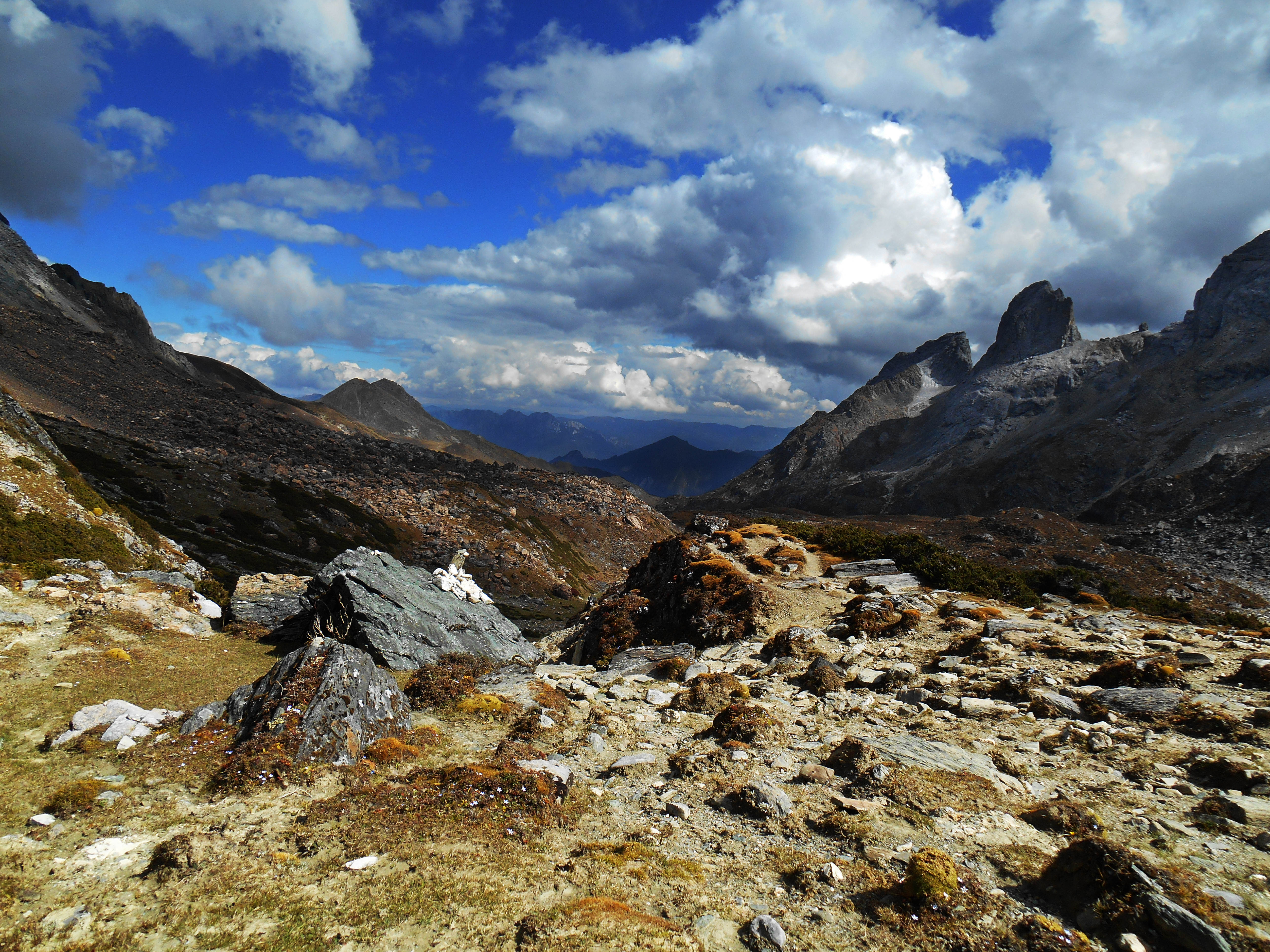
白水河谷高山草甸
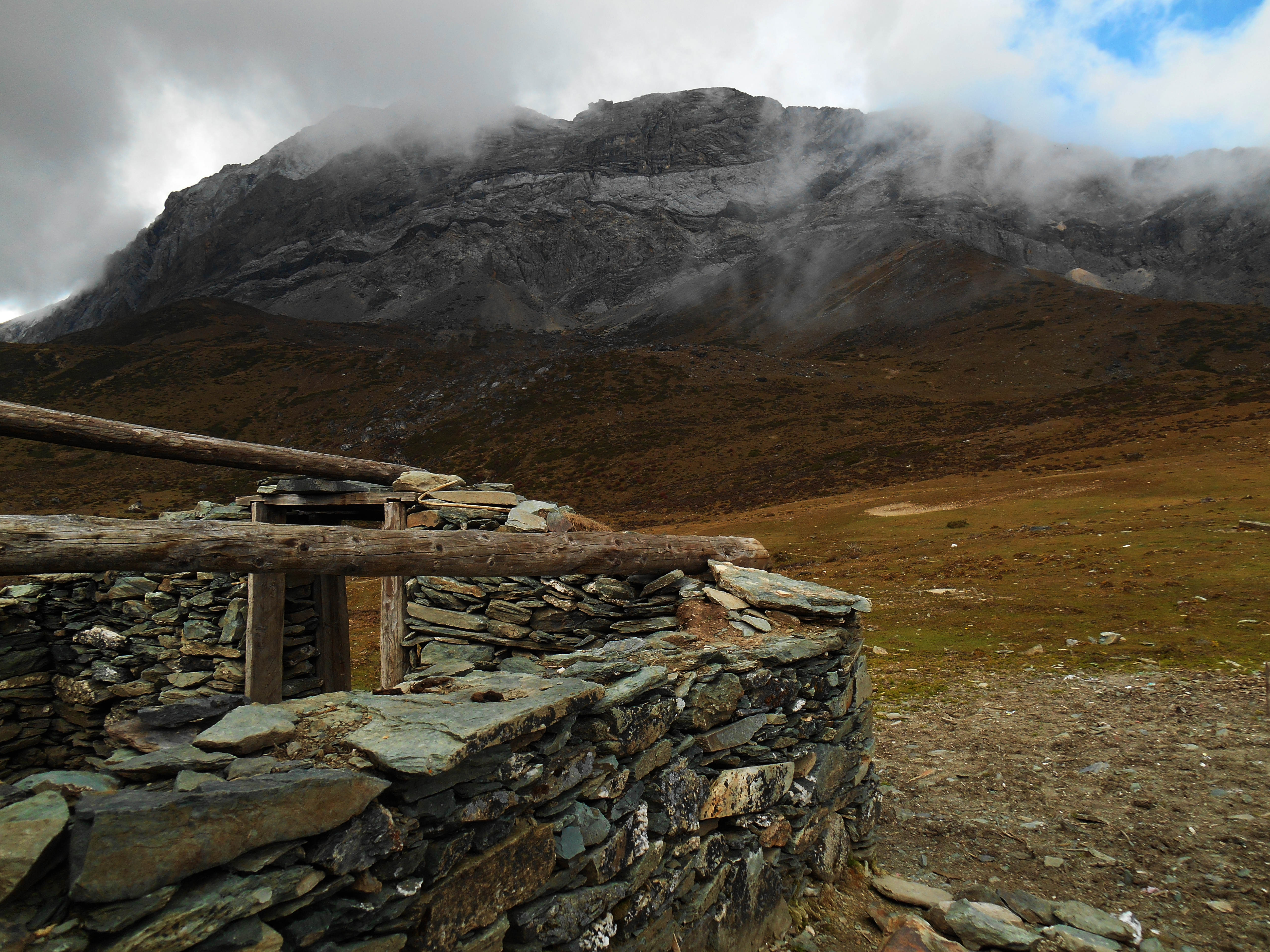
日萨
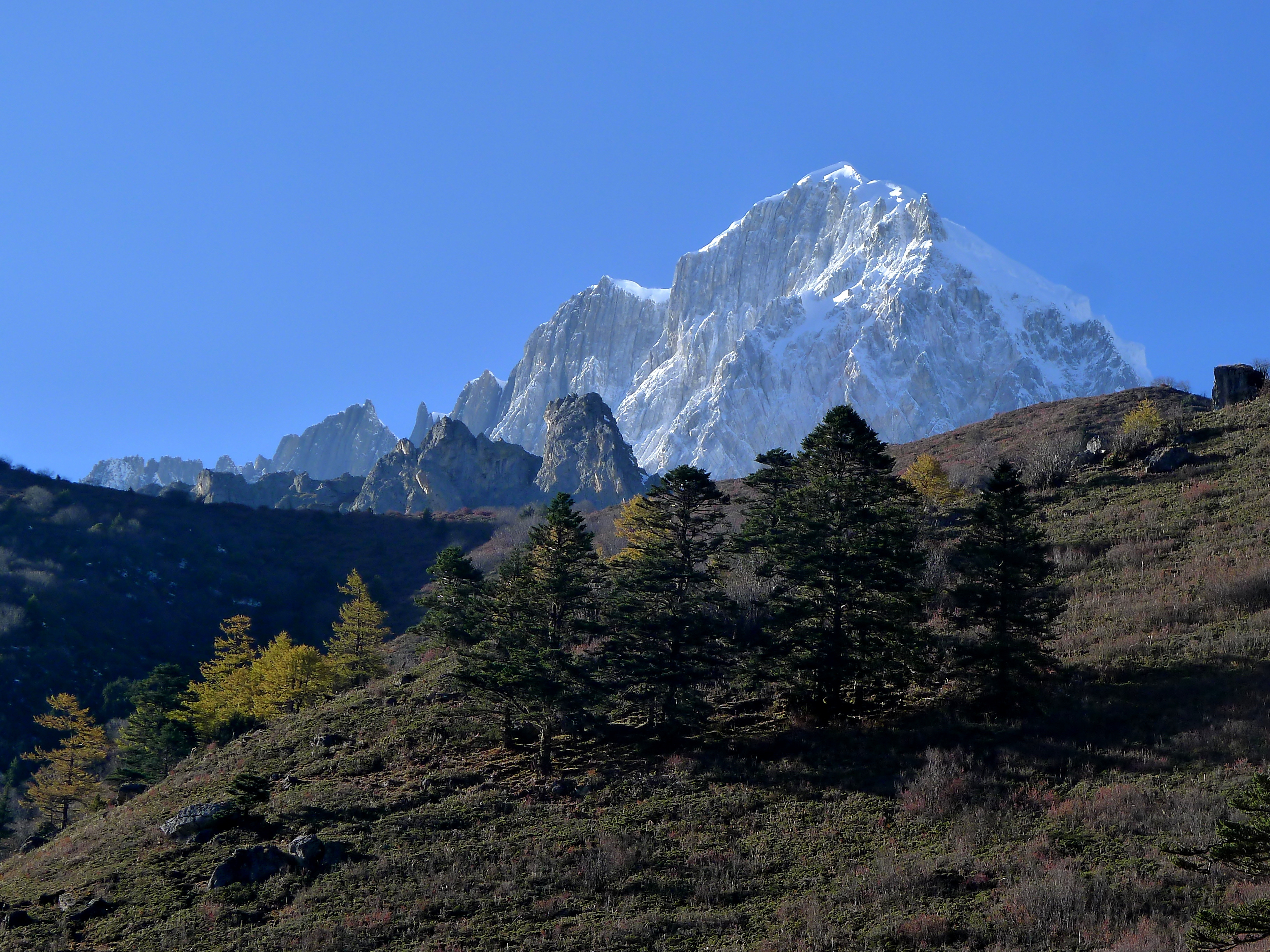
夏诺多吉东坡

进入稻城后，路线沿夏诺多吉西坡下降，再沿央迈勇东坡逐步上升，翻越海拔4450米的央迈勇横向垭口，到达南坡的新果牛场；接着绕行央迈勇，翻越海拔4600米的黑湖垭口和蛇湖垭口，抵达央迈勇西北侧的蛇湖。

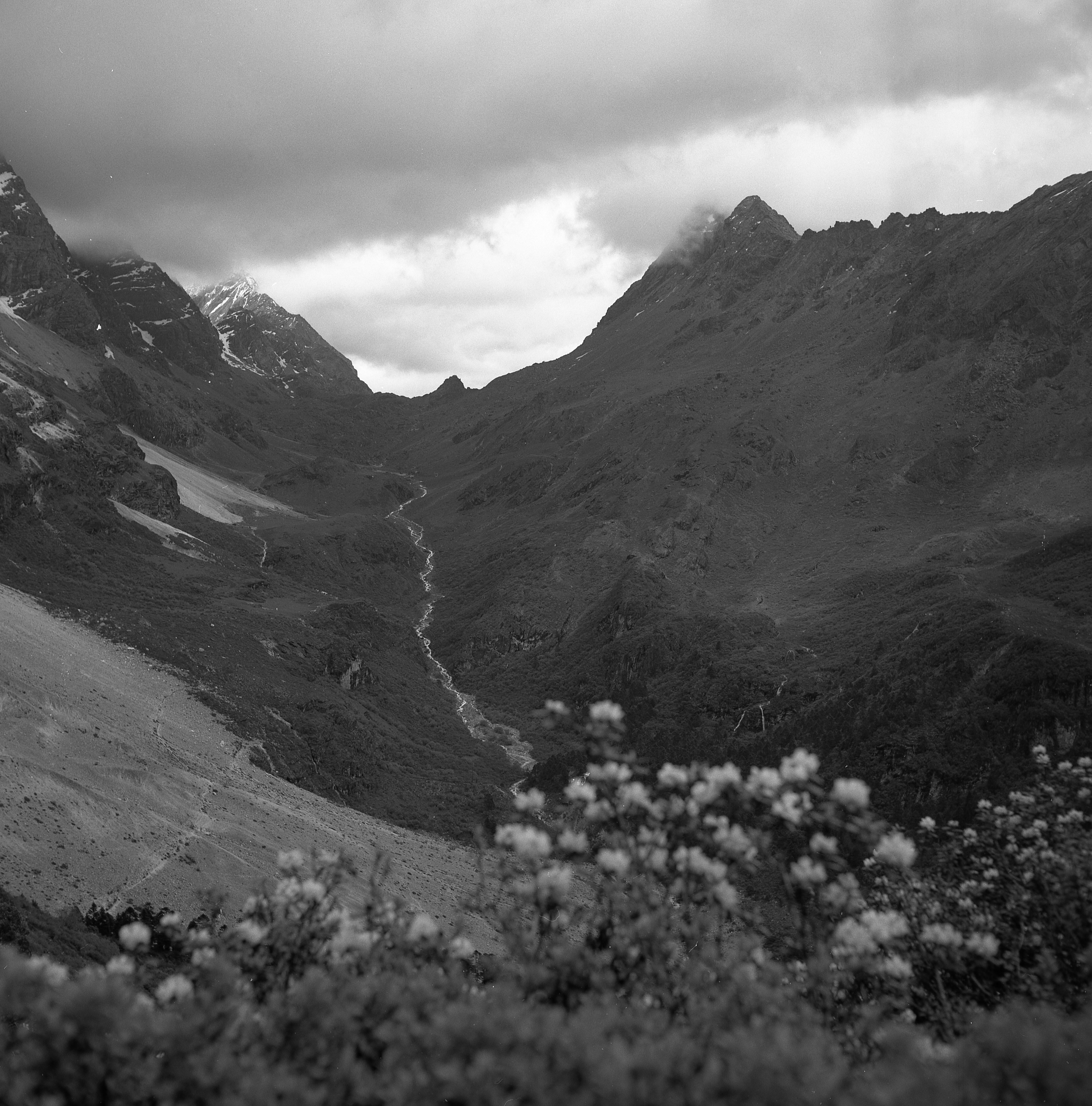
央迈勇横向垭口回望扎巴拉垭口
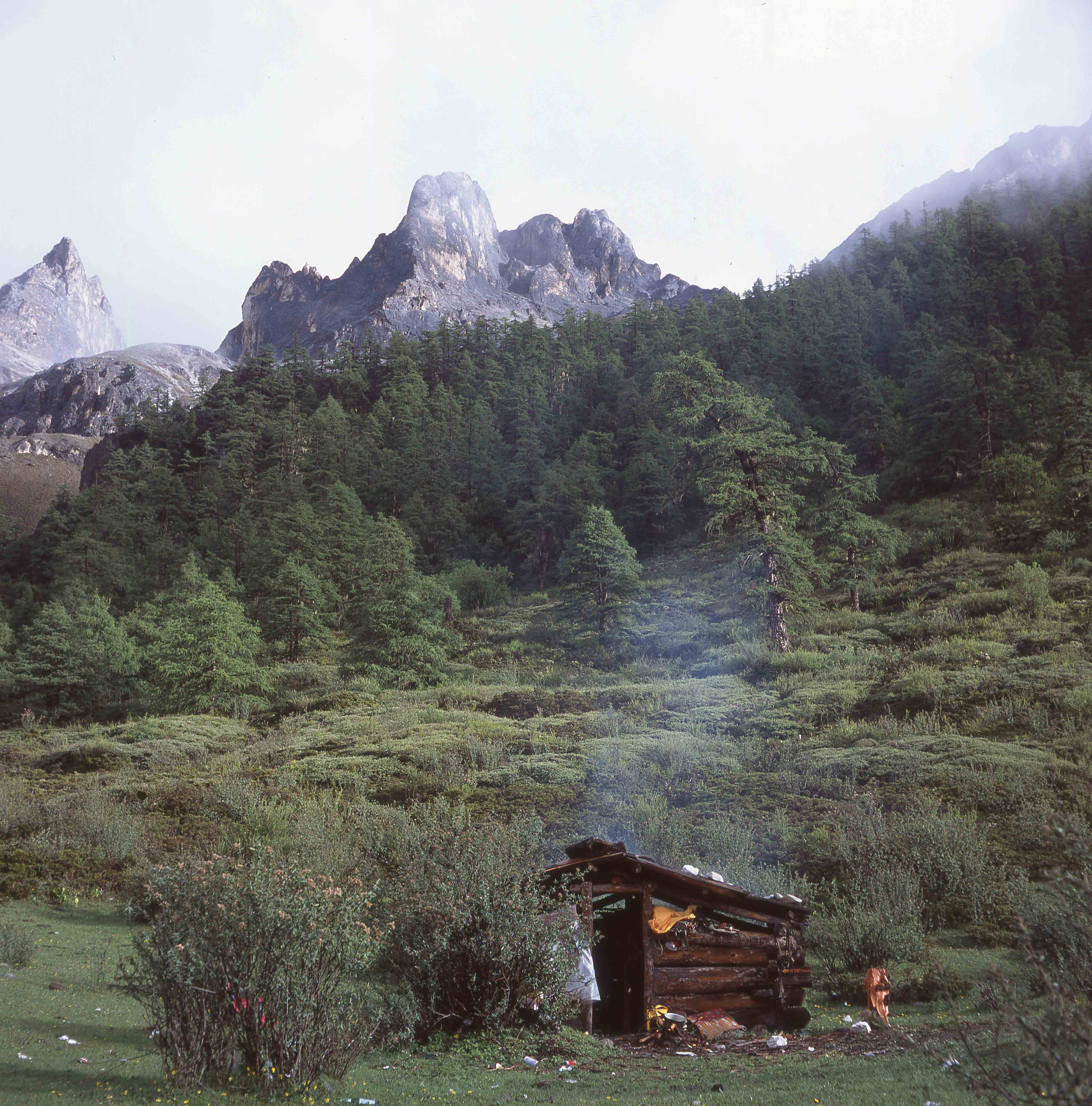
亚丁外转
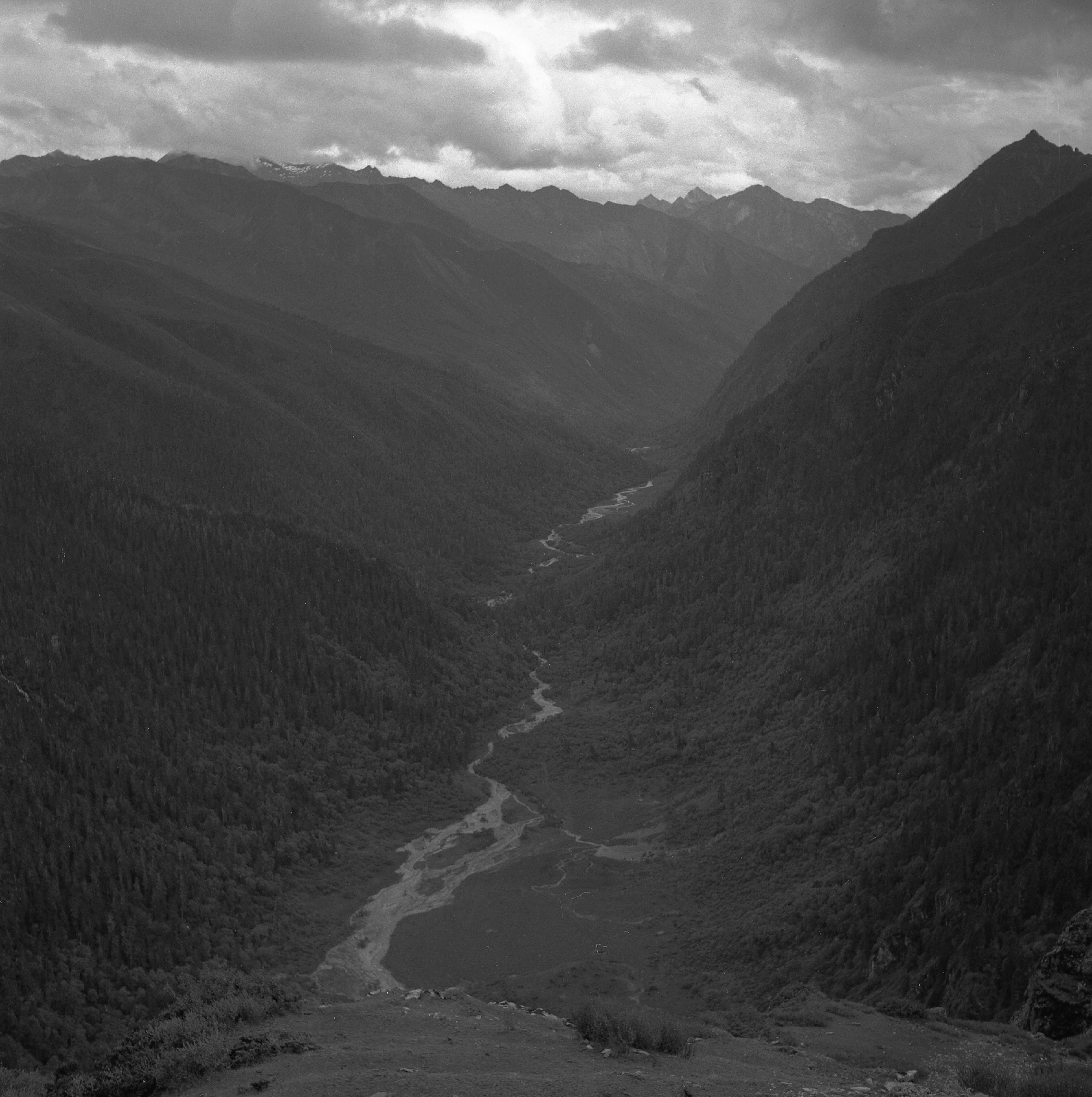
央迈勇横向垭口眺望老蛙雄沟
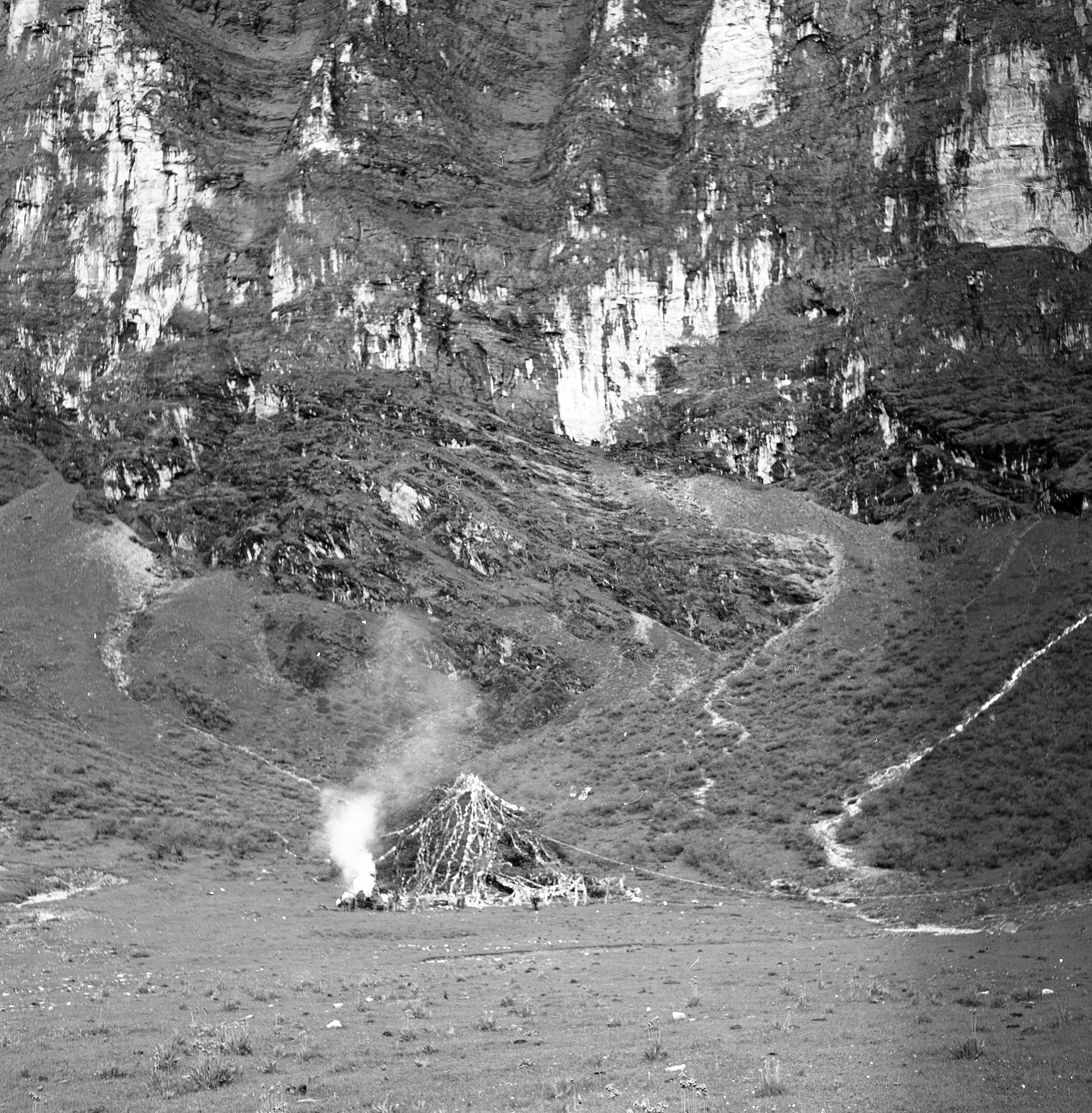
央迈勇南坡新果牛场
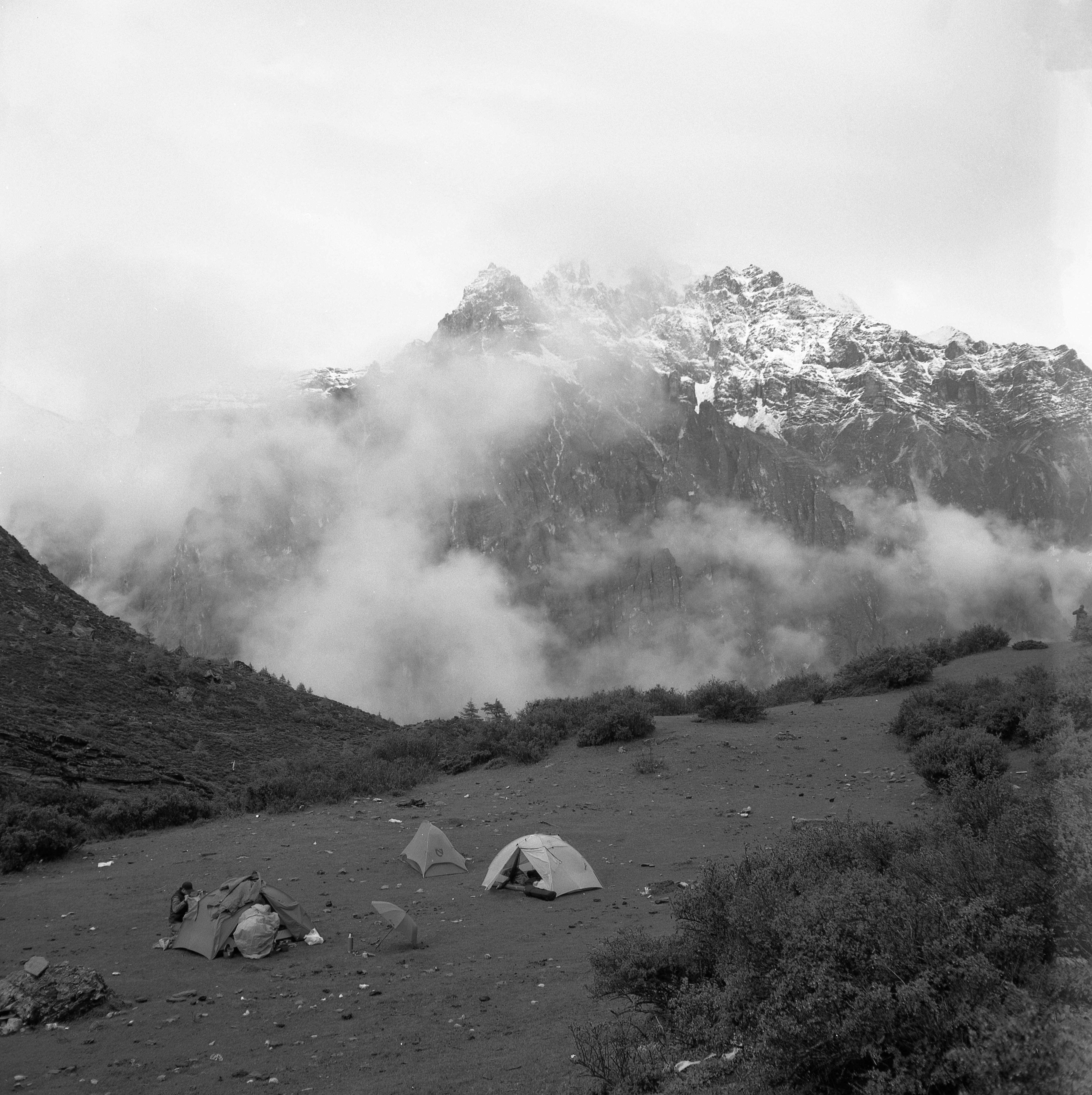
亚丁外转
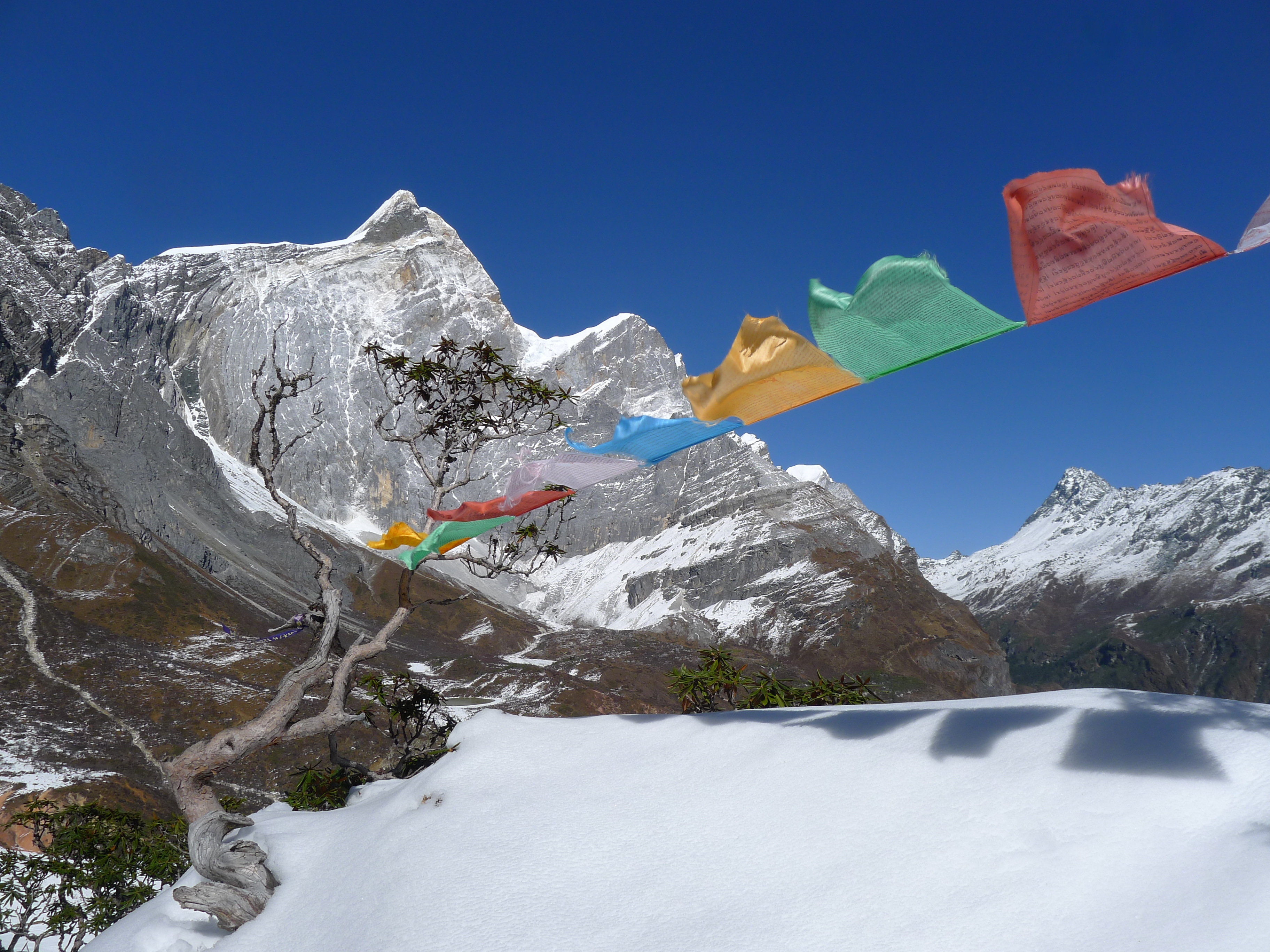
央迈勇南坡

最后翻越海拔4665米的松多垭口，进入夏诺多吉和央迈勇北坡之间的贡嘎银沟河谷，依次经过牛奶海、洛绒牛场和冲古寺，最终到达亚丁村，全程约需4-5日。

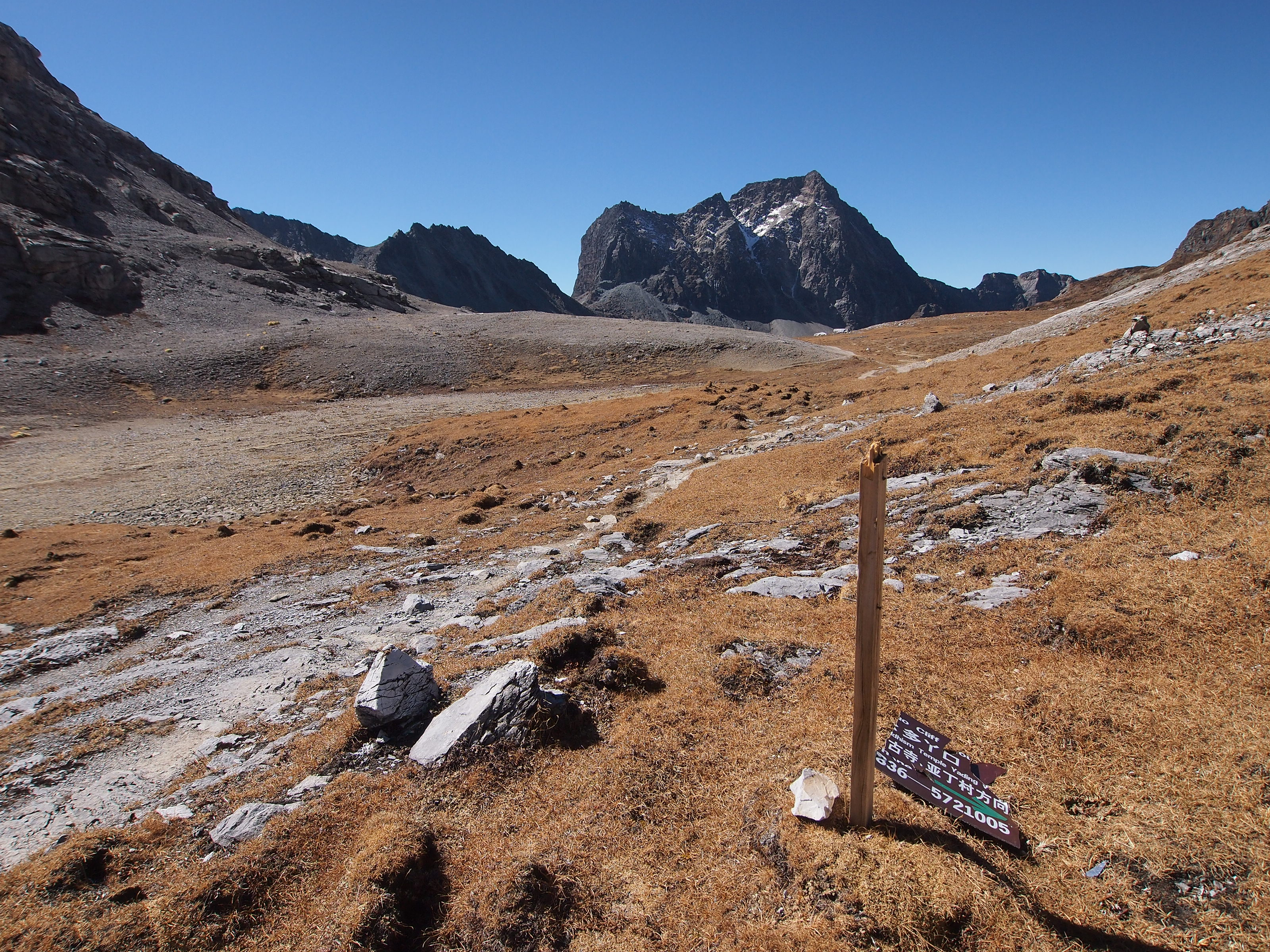
松多垭口
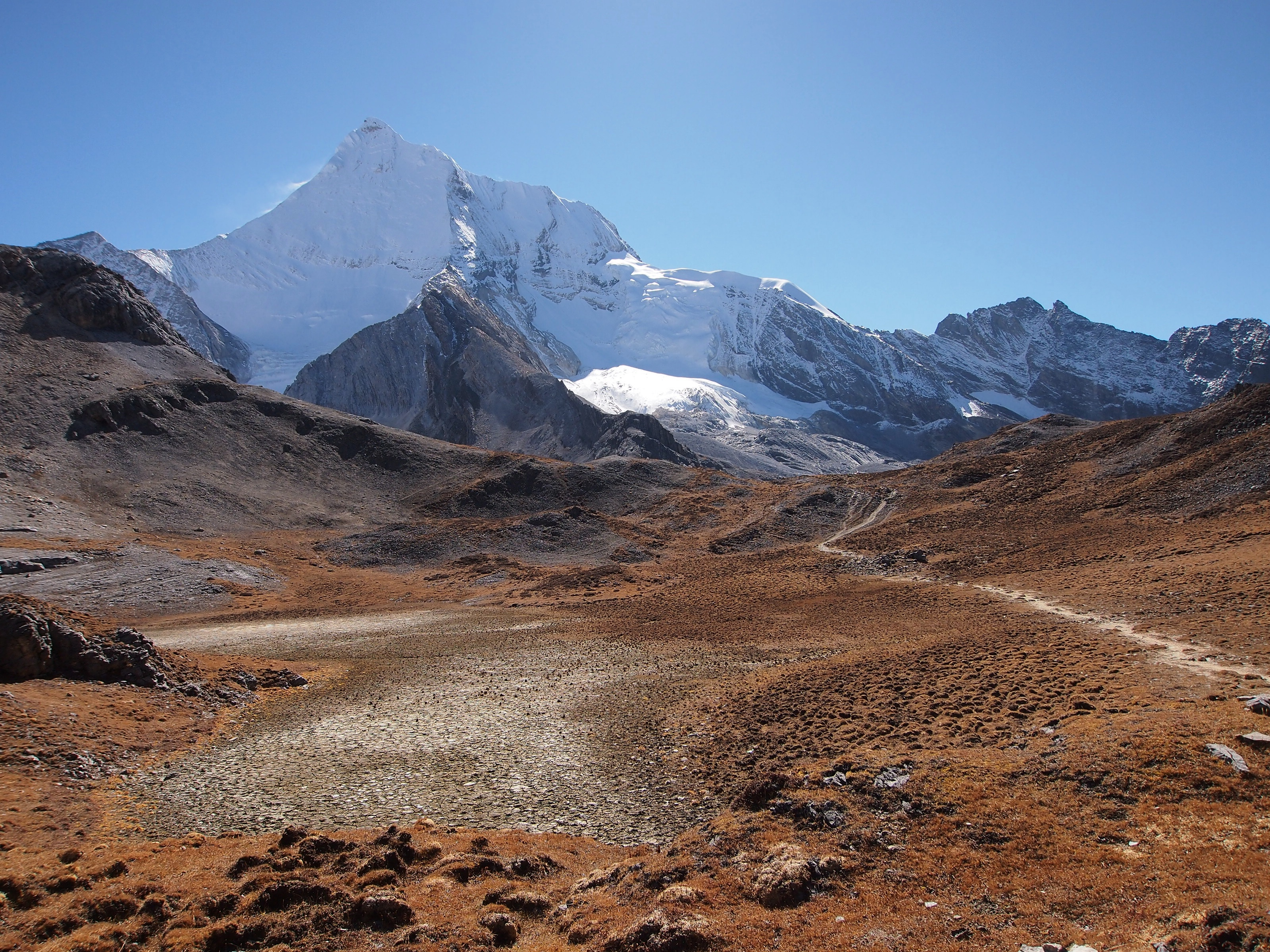
央迈勇北坡
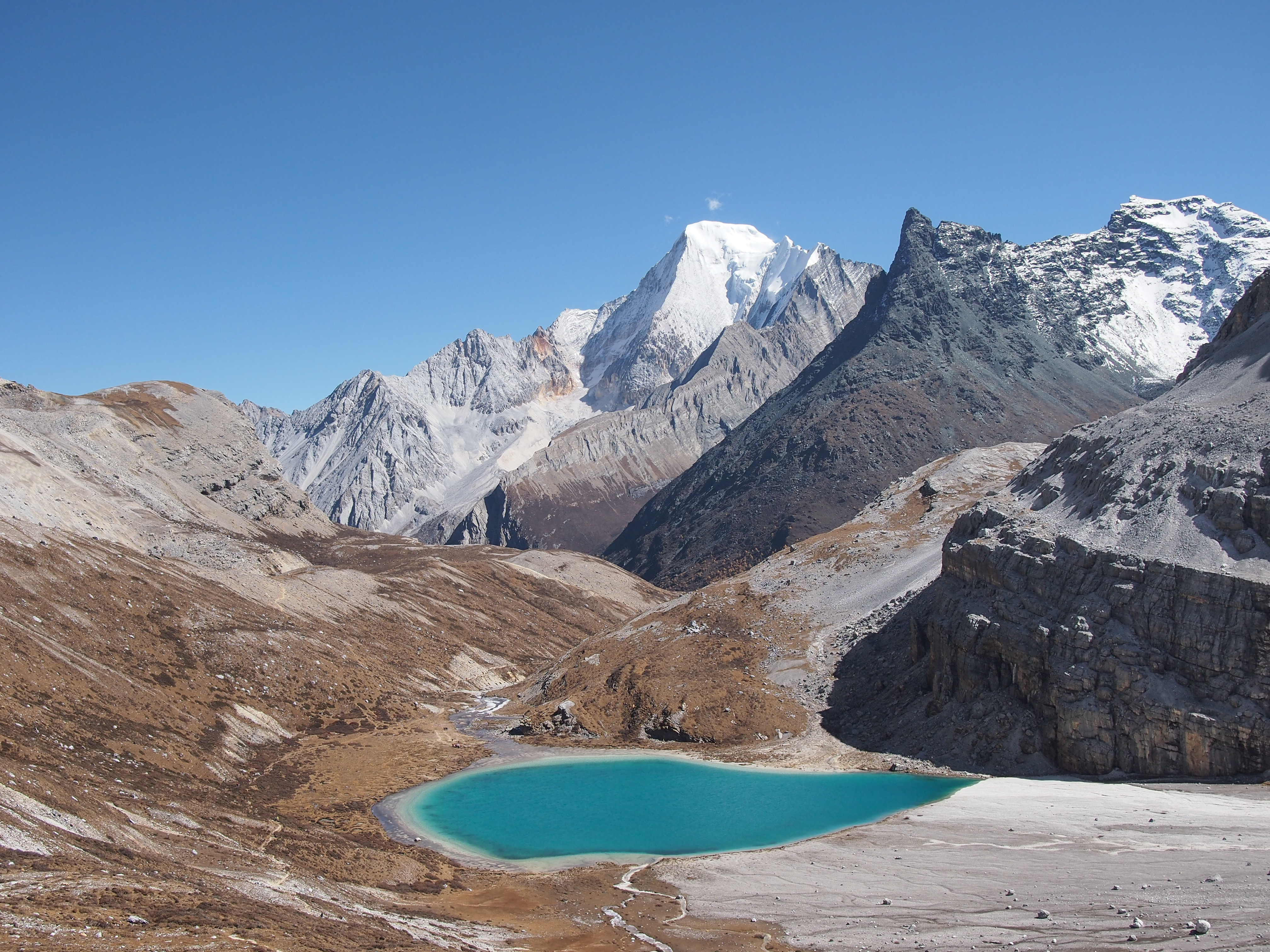
牛奶海
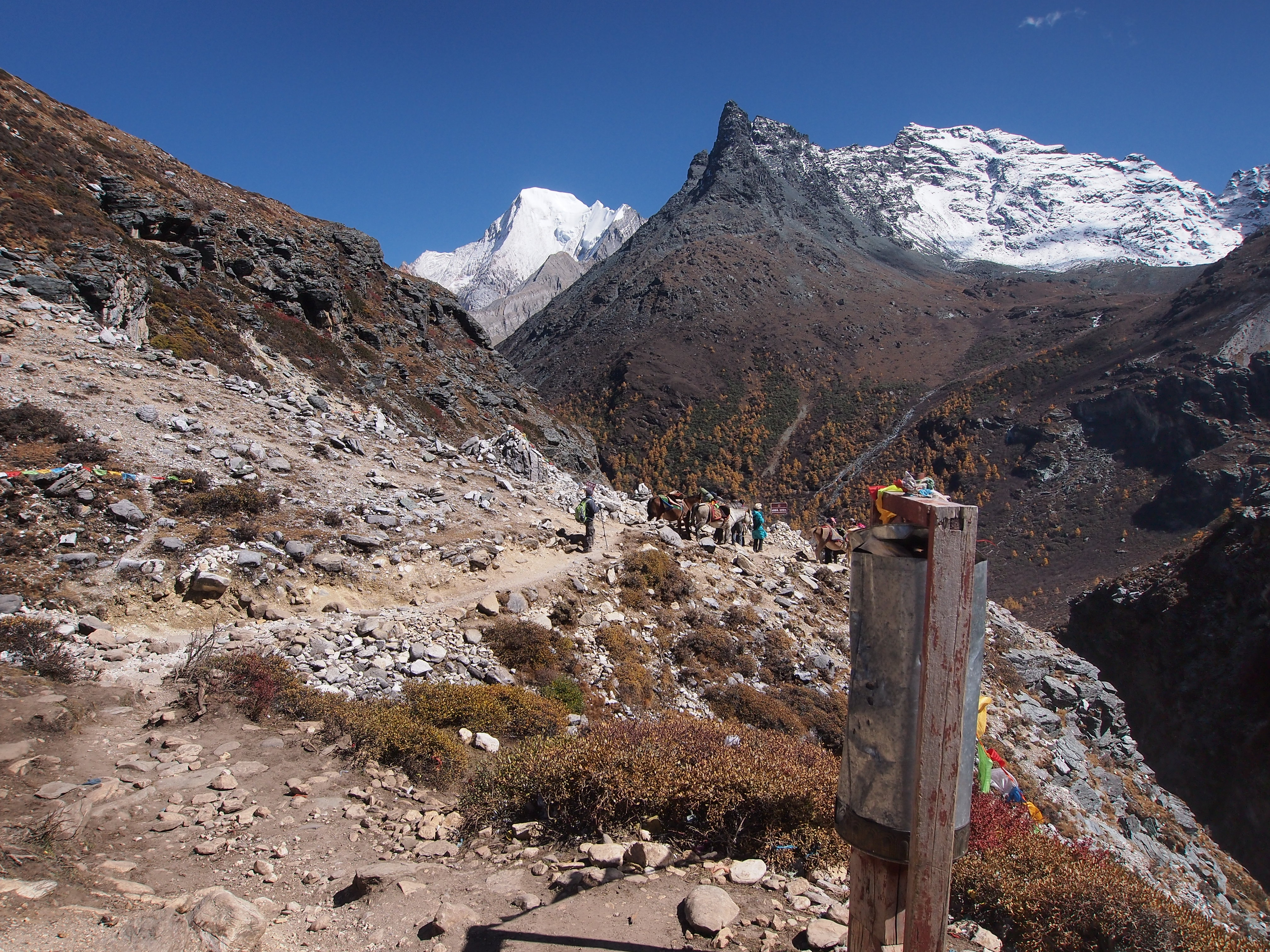
贡嘎银沟河谷
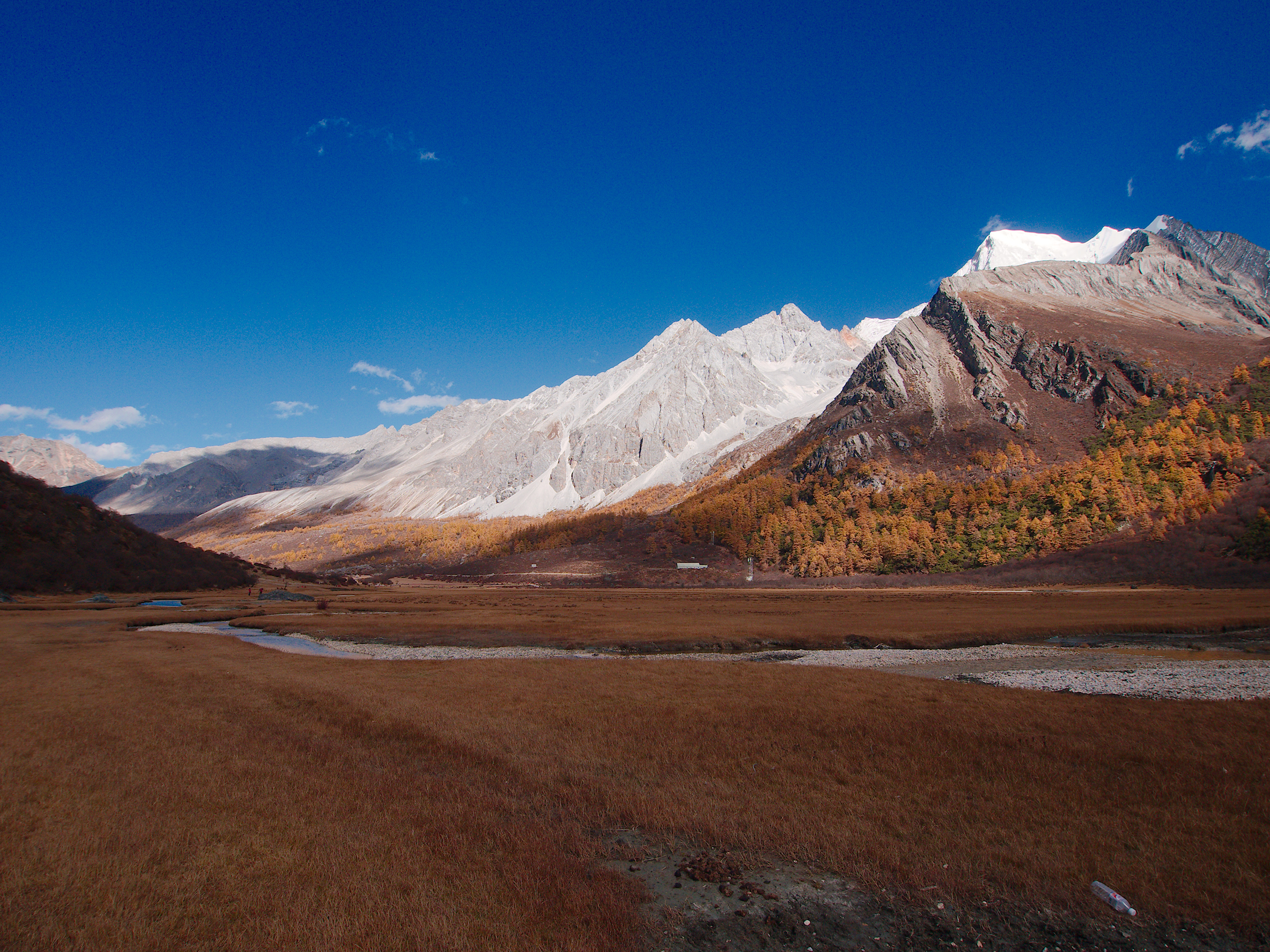
洛绒牛场
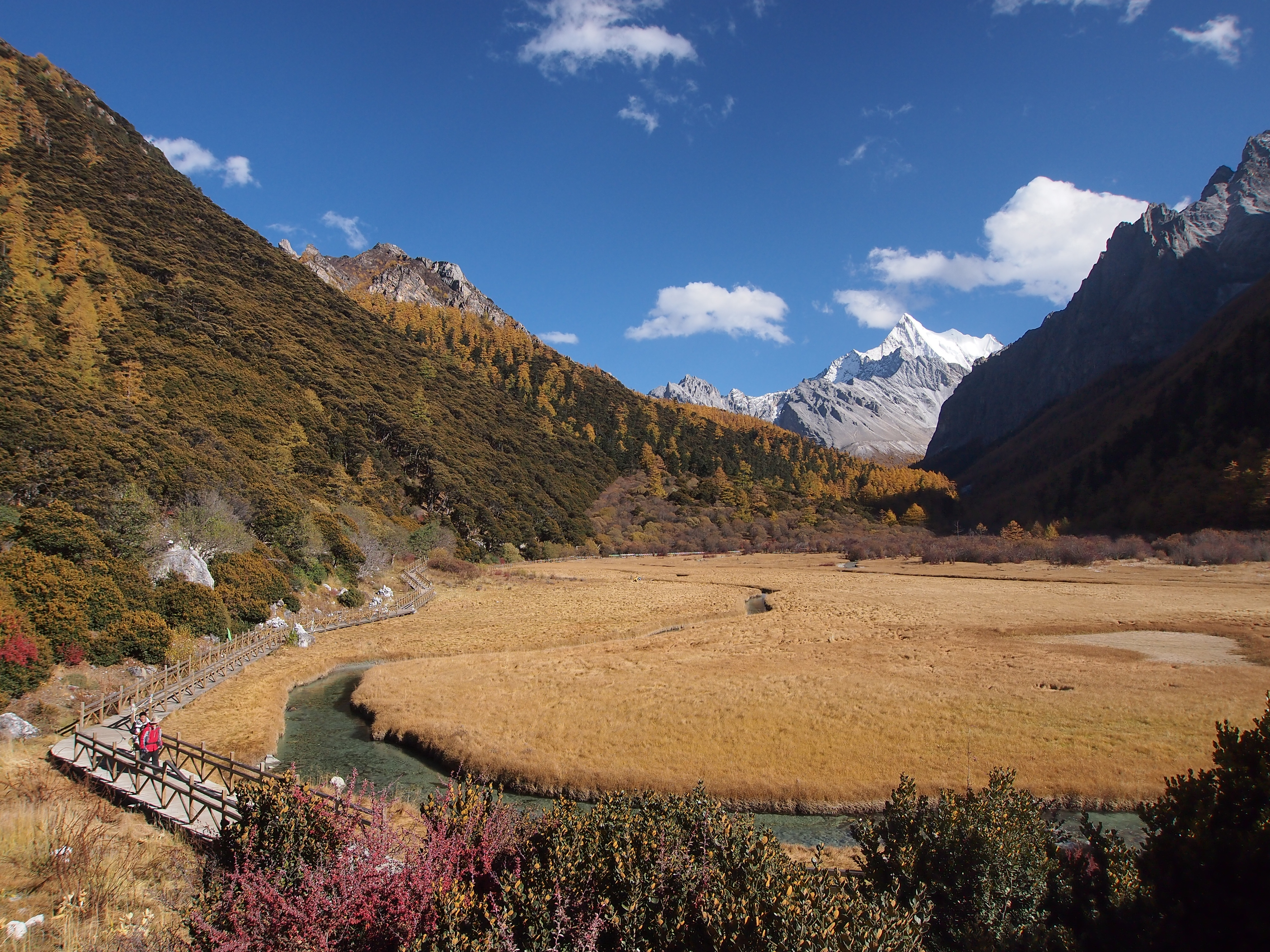
冲古草坪
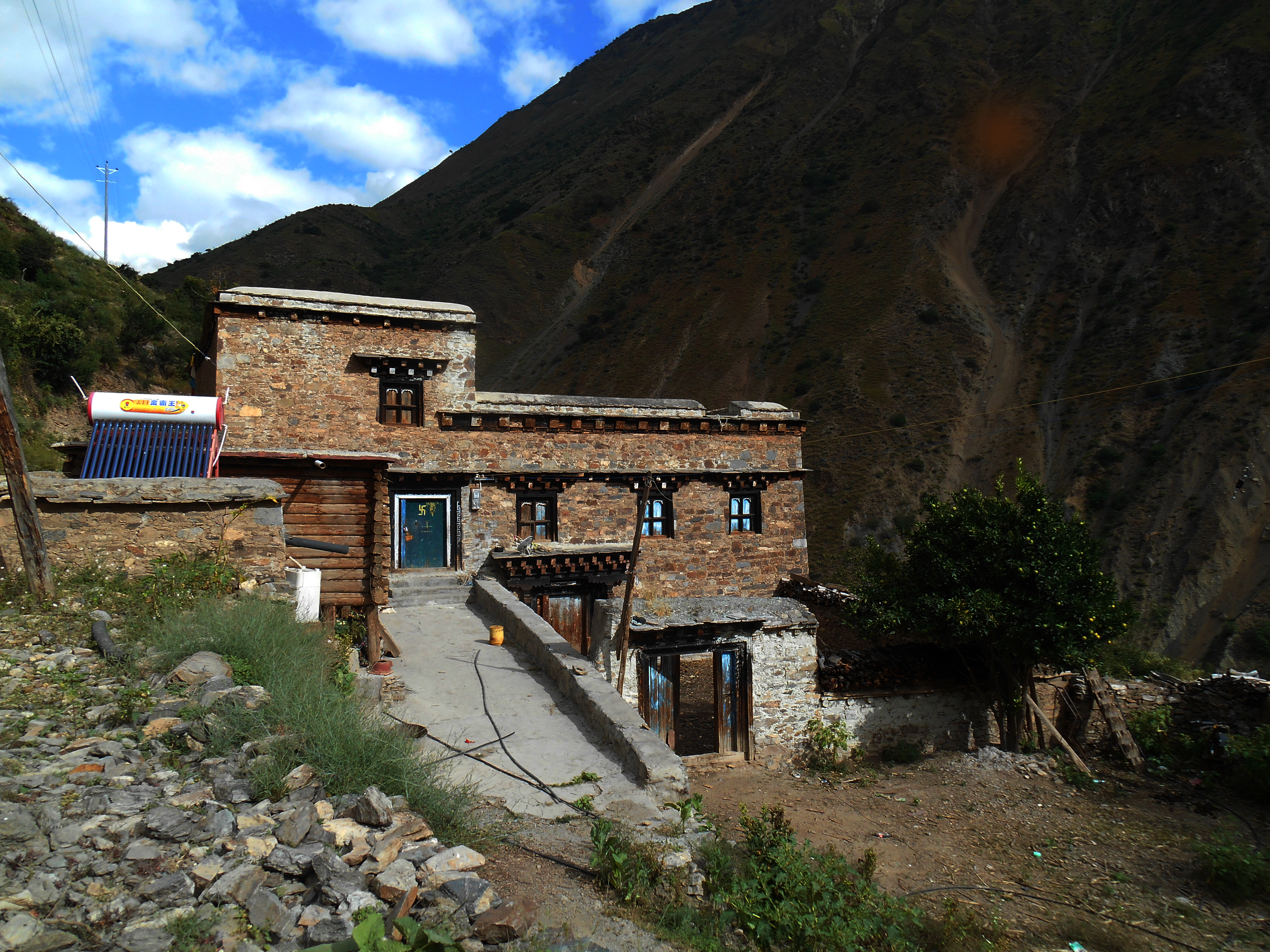
亚丁村

### 泸亚线
洛克线徒步长线又称泸亚线，从泸沽湖畔开始，经过木里县屋脚乡、卡尔牧场，翻越雀儿山垭口后沿塔斯沟下降，经邛依至水洛后进入经典路线，翻越扎巴拉山口进入稻城亚丁，全程约需8日。

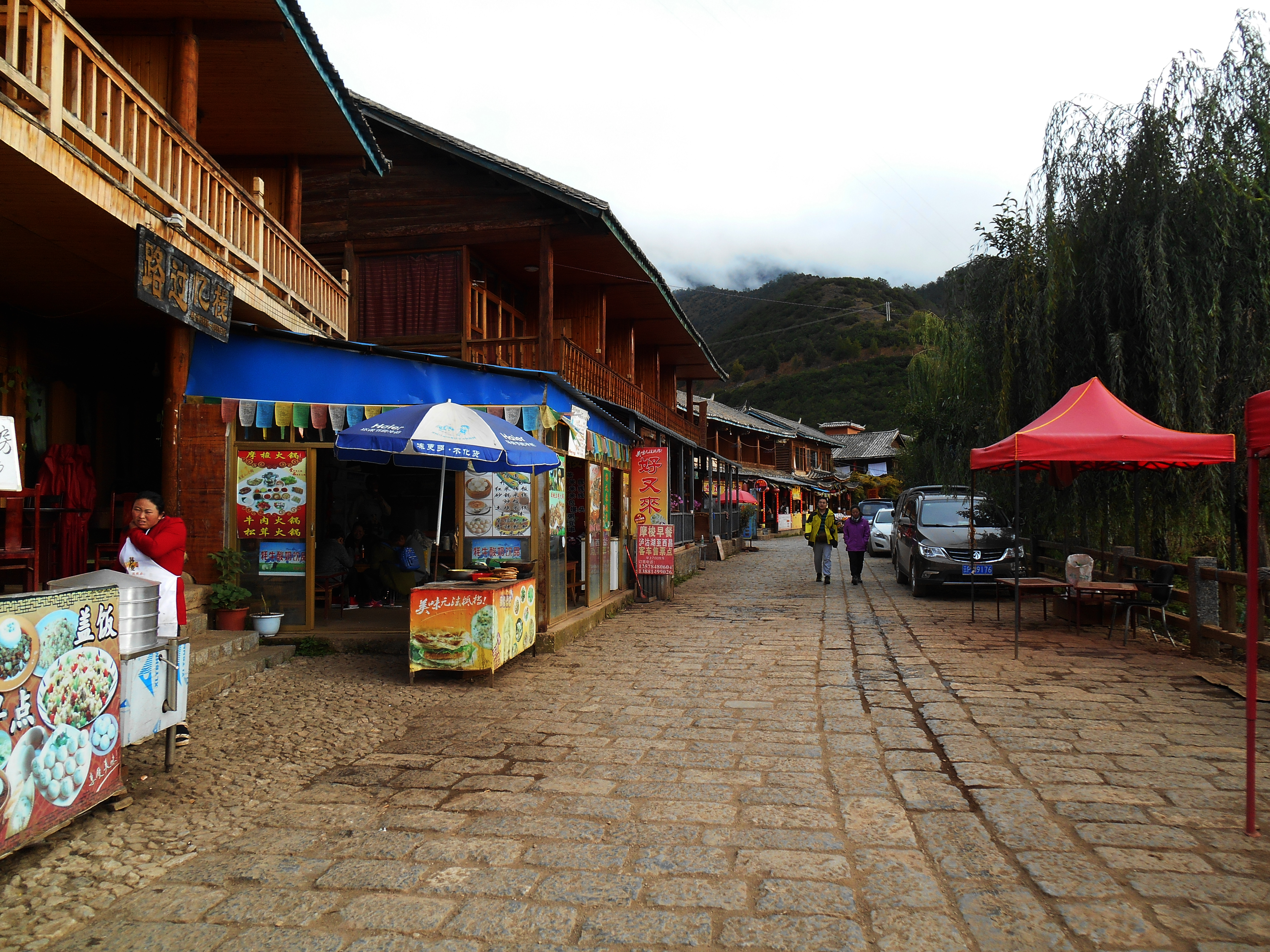
泸沽湖水落村
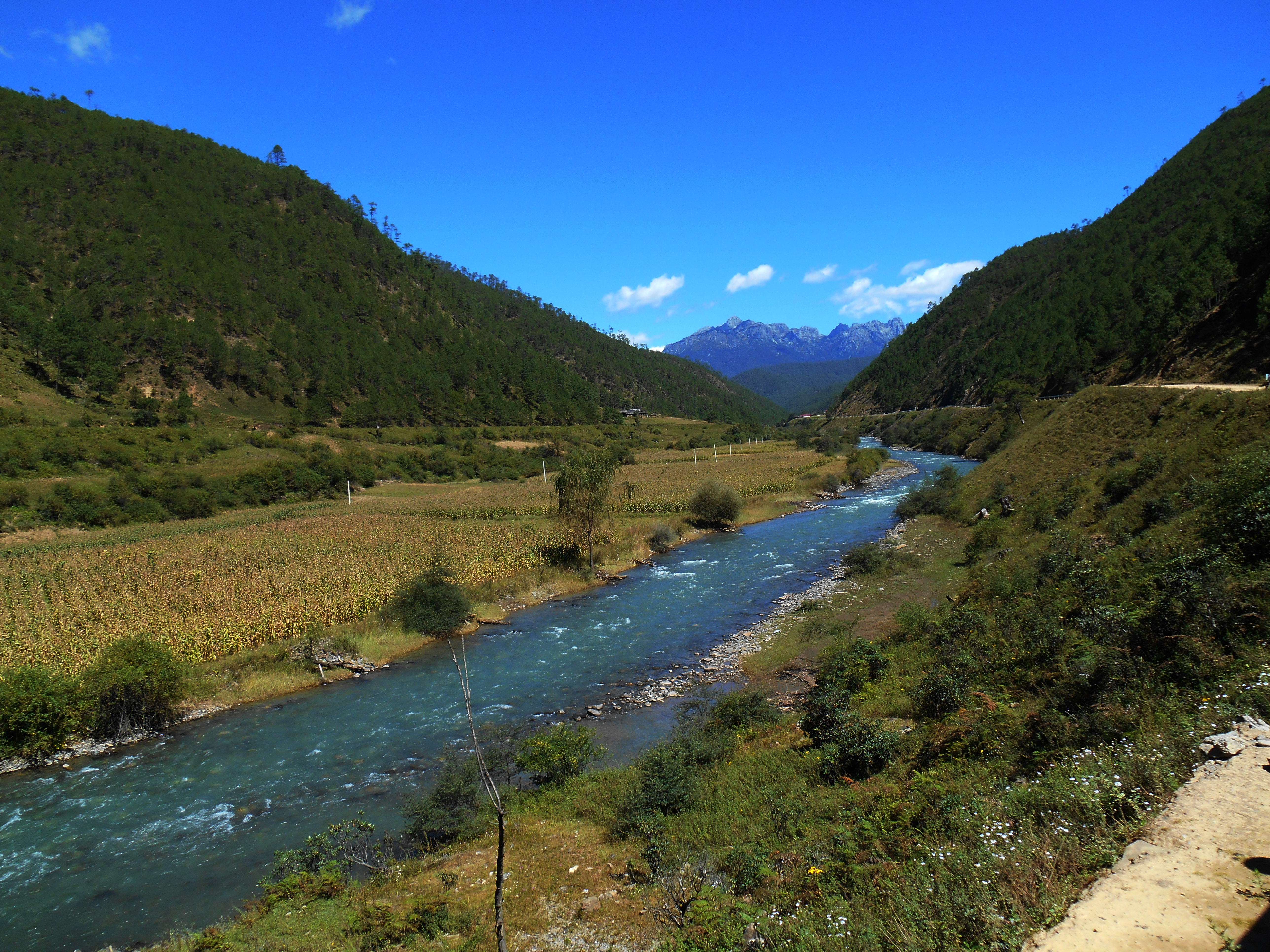
屋脚乡
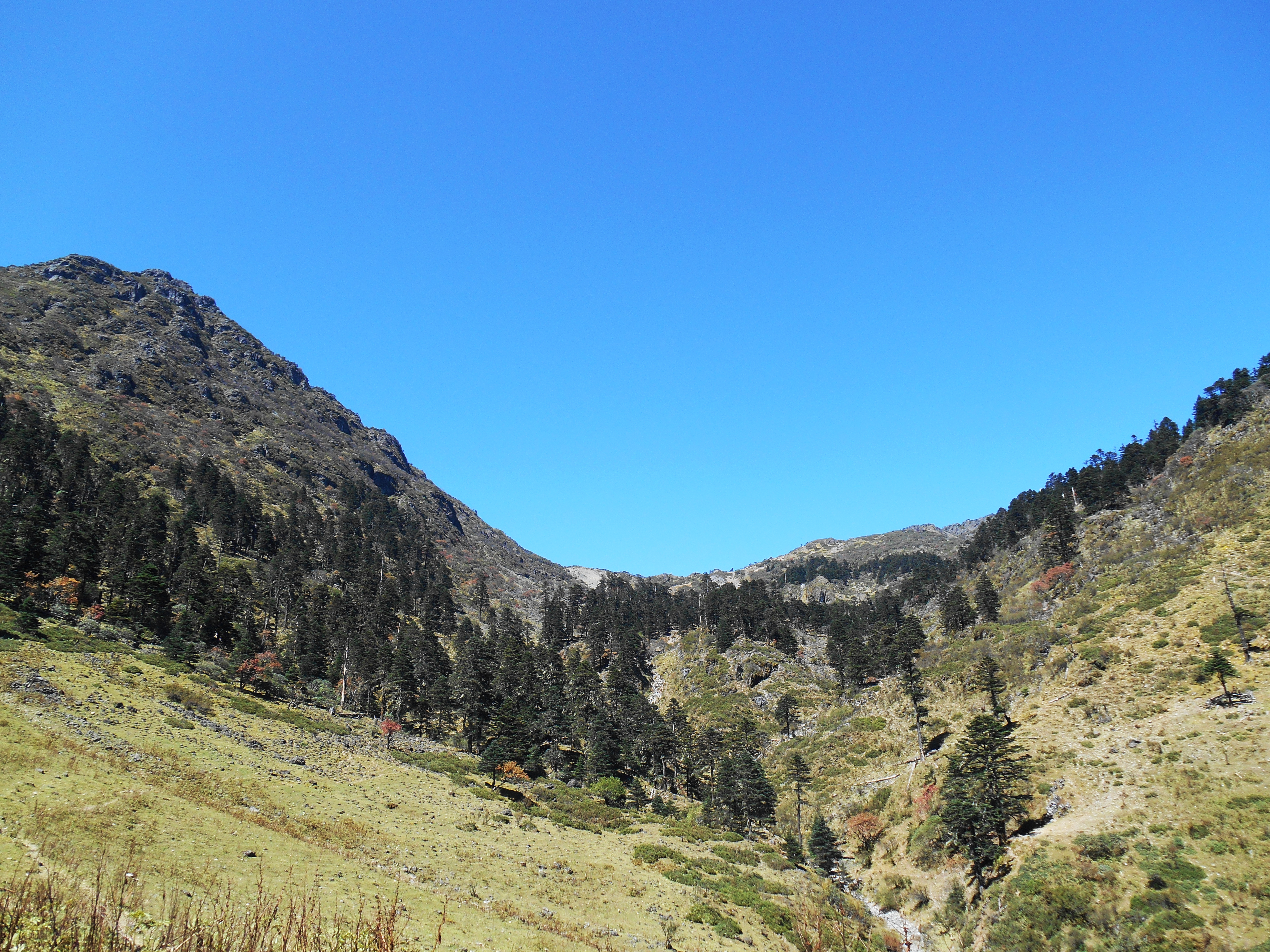
卡尔牧场
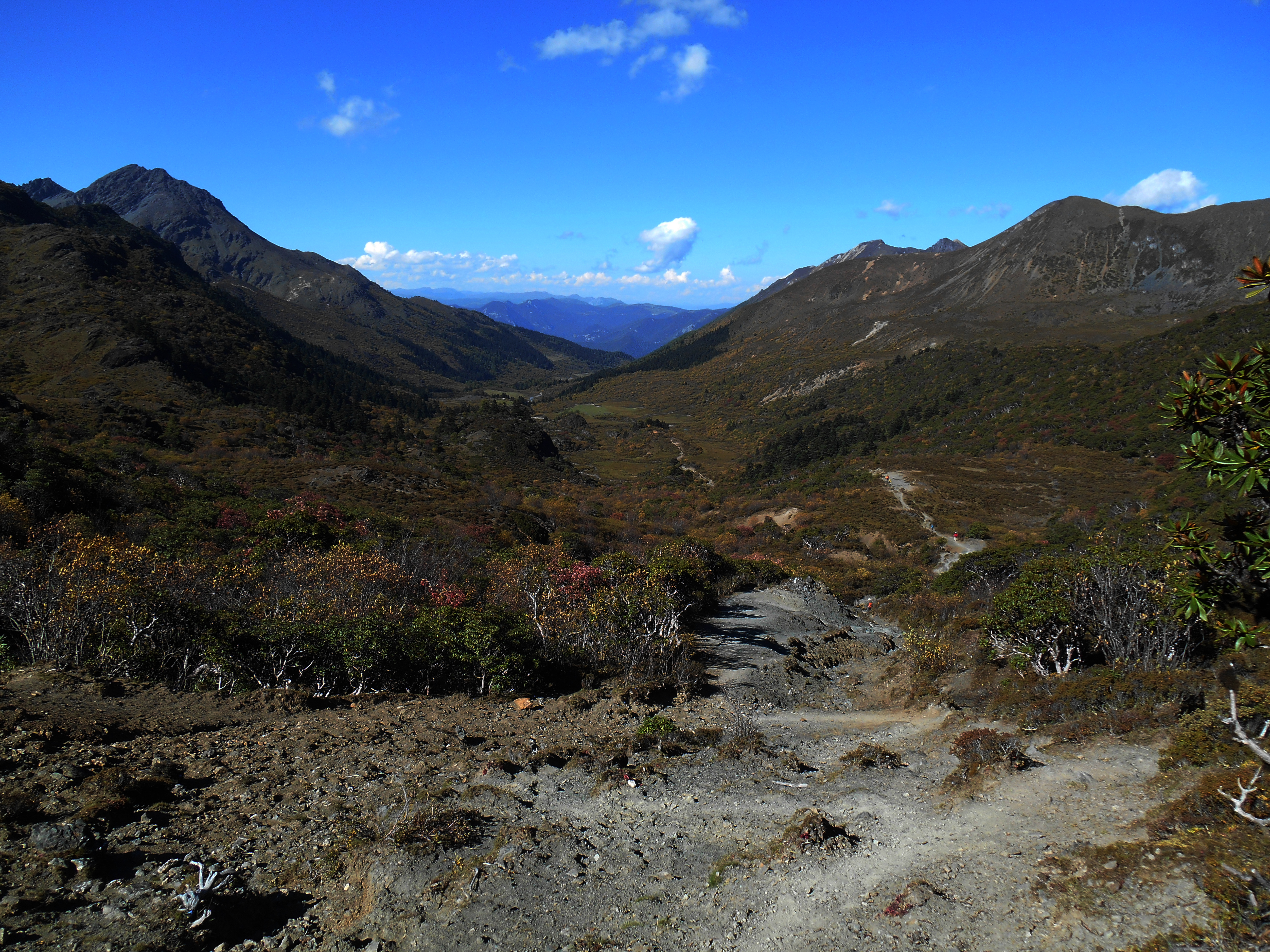
雀儿山垭口眺望塔斯沟
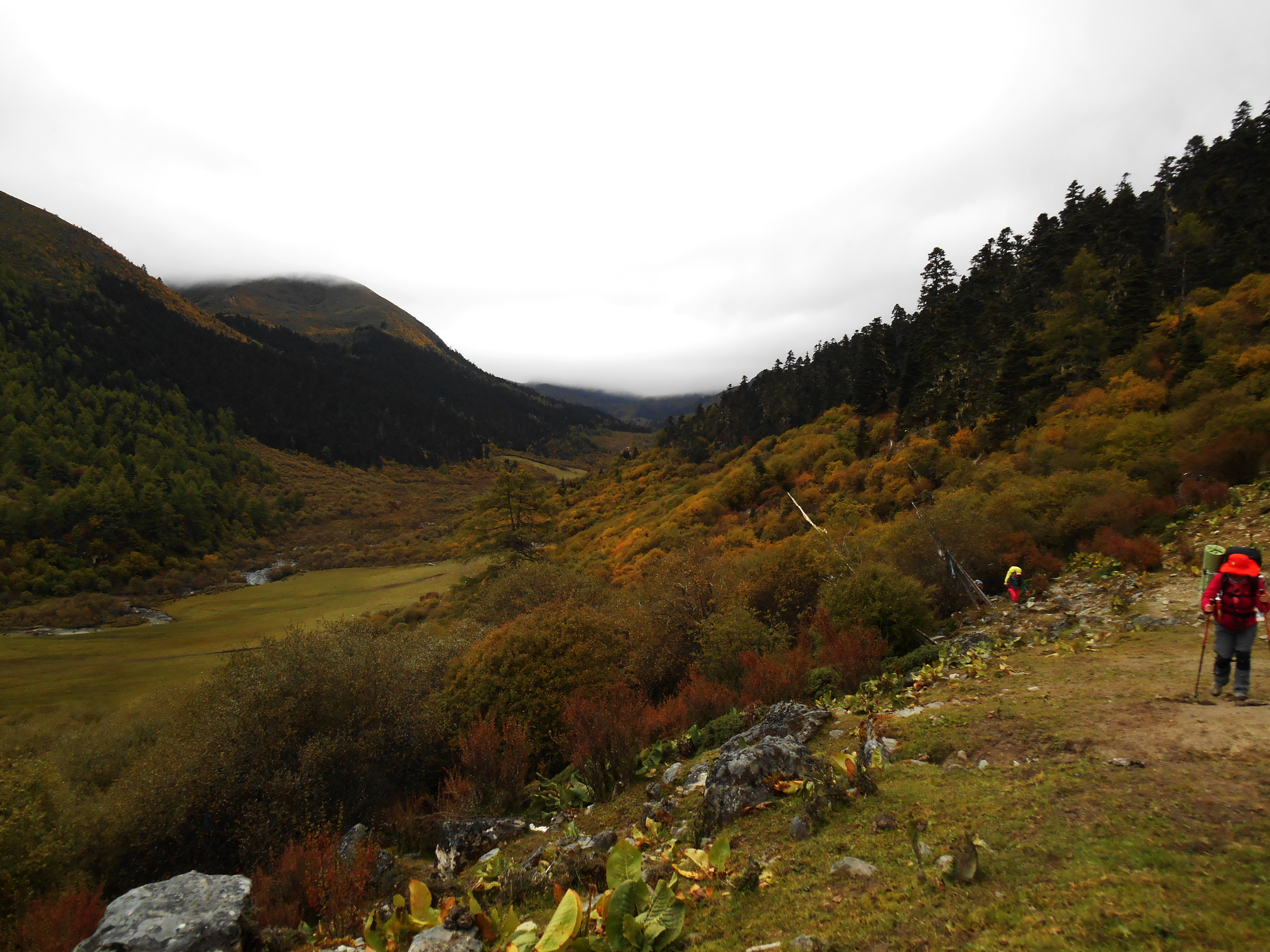
塔斯沟
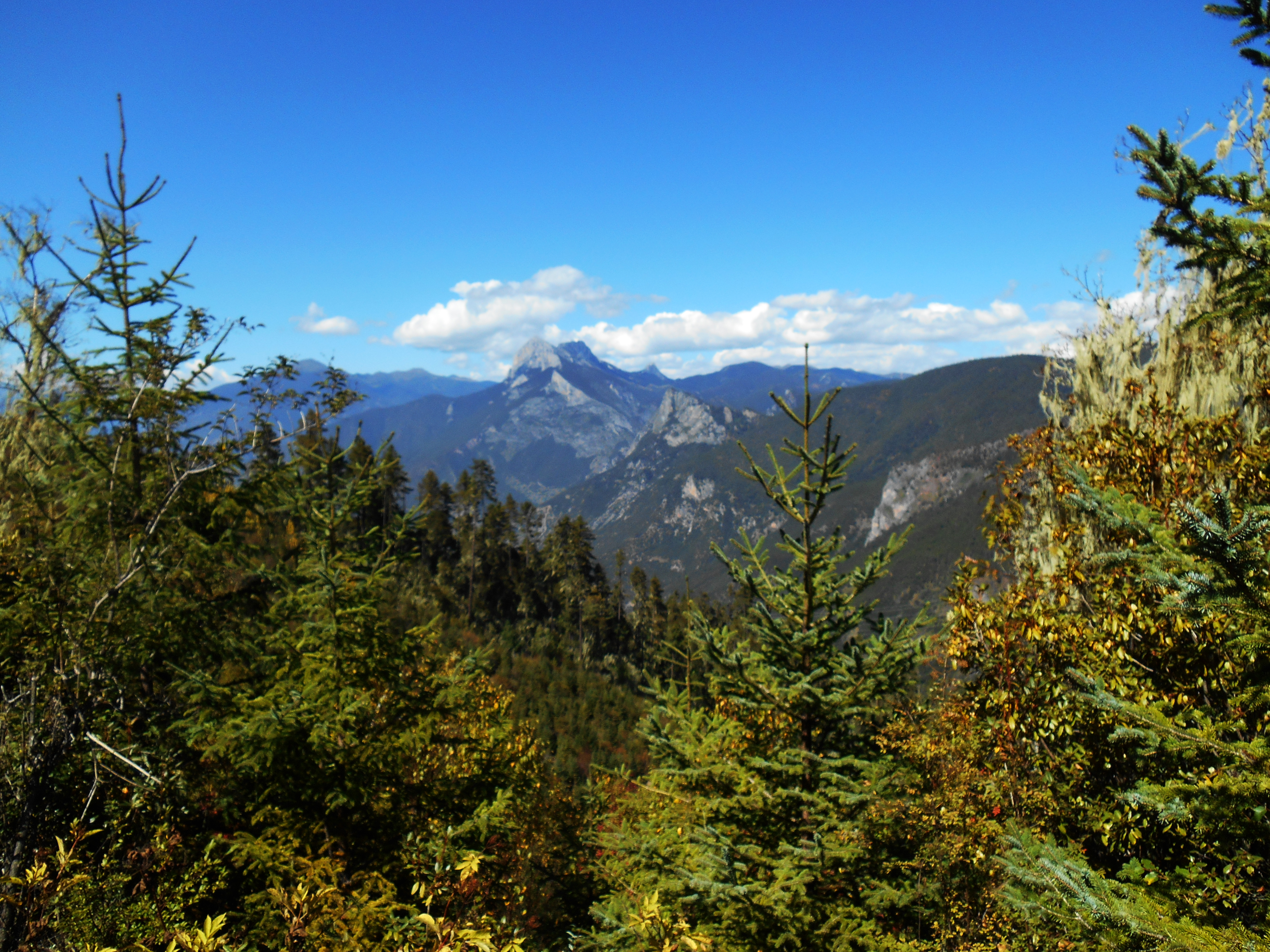
水洛通天河
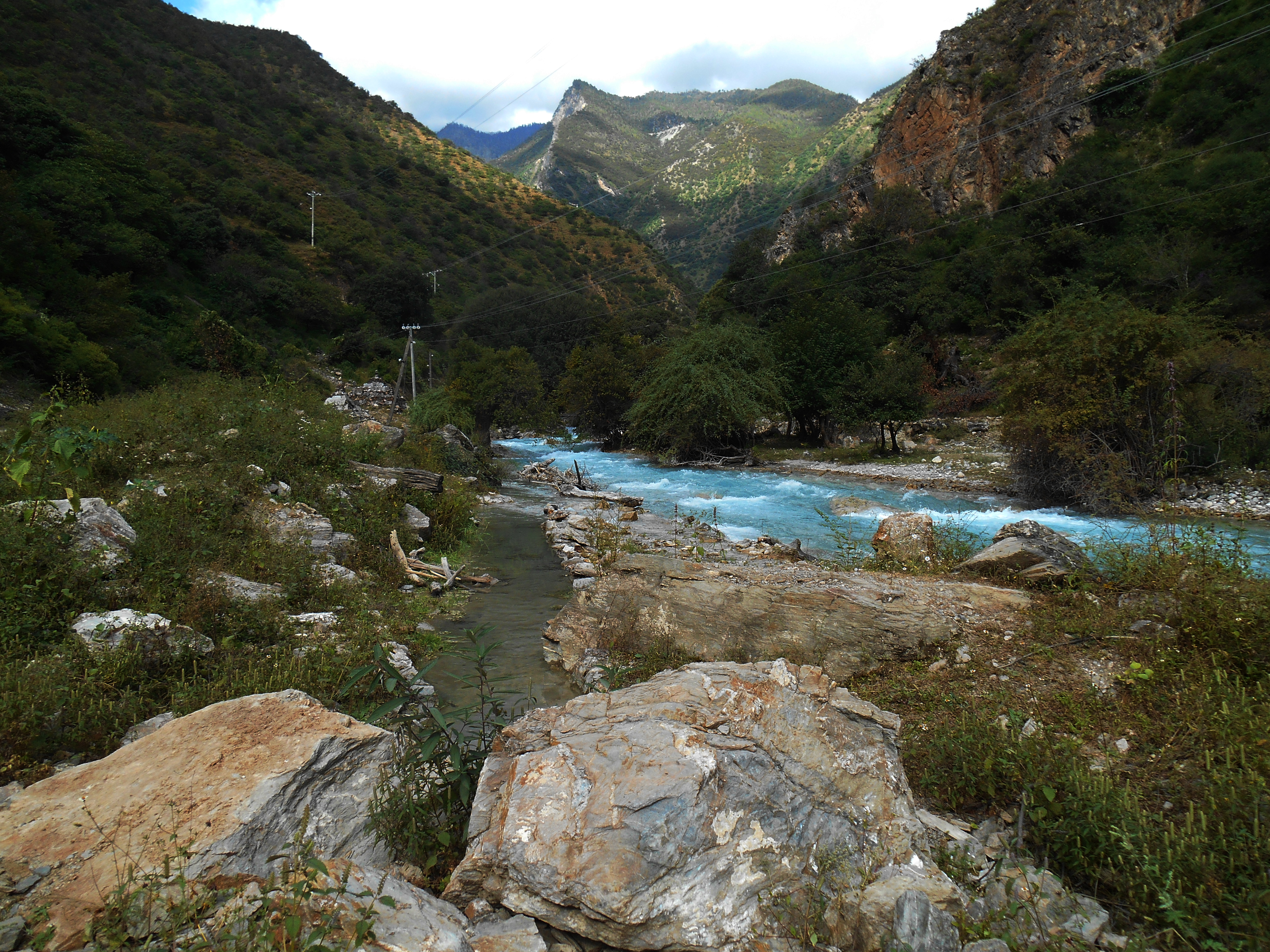
水洛镇沾固

## 事故
2017年4月19日，山东青岛驴友荆茜茜计划独自徒步穿越洛克线，但从4月20日起失联。4月29日，在野外坚持生存9天的荆茜茜被当地民警和村民找到后，在送医途中去世。